# A Thousand Suns
A Thousand Suns este cel de-al patrulea album de studio al trupei rock americane Linkin Park, lansat pe 8 septembrie 2010, prin Warner Bros. Records. Albumul a fost produs de Mike Shinoda și de Rick Rubin, care a lucrat și la precedentul album "Minutes to Midnight"(2007). Primul single se numește "The Catalyst" și a fost lansat pe 2 august 2010.

## Track listing
Toate melodiile sunt scrise și compuse de Linkin Park. 
| Nr.             | Titlu                                                                                   | Lungime |  |
| 1.              | „The Requiem”                                                                           | 2:01    |  |
| 2.              | „The Radiance” (featuring a speech from J. Robert Oppenheimer)                          | 0:57    |  |
| 3.              | „Burning in the Skies”                                                                  | 4:13    |  |
| 4.              | „Empty Spaces”                                                                          | 0:18    |  |
| 5.              | „When They Come for Me”                                                                 | 4:55    |  |
| 6.              | „Robot Boy”                                                                             | 4:28    |  |
| 7.              | „Jornada Del Muerto”                                                                    | 1:34    |  |
| 8.              | „Waiting for the End”                                                                   | 3:51    |  |
| 9.              | „Blackout”                                                                              | 4:39    |  |
| 10.             | „Wretches and Kings” (featuring the speech "Operation of the Machine" from Mario Savio) | 4:15    |  |
| 11.             | „Wisdom, Justice, and Love” (featuring a speech from Martin Luther King, Jr.)           | 1:38    |  |
| 12.             | „Iridescent”                                                                            | 4:56    |  |
| 13.             | „Fallout”                                                                               | 1:23    |  |
| 14.             | „The Catalyst”                                                                          | 5:39    |  |
| 15.             | „The Messenger”                                                                         | 3:01    |  |
| Lungime totală: | Lungime totală:                                                                         | 47:48   |  |

| Best Buy, Napster and HMV Edition bonus track |                                |         |  |
| Nr.                                           | Titlu                          | Lungime |  |
| 16.                                           | „The Catalyst” (NoBraiN remix) | 4:22    |  |

| iTunes Deluxe Edition bonus tracks |                                                                    |         |  |
| Nr.                                | Titlu                                                              | Lungime |  |
| 16.                                | „A Thousand Suns: The Full Experience” (entire album in one track) | 47:56   |  |
| 17.                                | „The Catalyst” (music video)                                       | 4:42    |  |
| 18.                                | „Blackbirds” (non-album track from the "8-Bit Rebellion!" app)     | 3:21    |  |
| Lungime totală:                    | Lungime totală:                                                    | 63:44   |  |

| 2013 iTunes Deluxe Edition bonus tracks |                                     |         |  |
| Nr.                                     | Titlu                               | Lungime |  |
| 16.                                     | „Blackbirds”                        | 3:21    |  |
| 17.                                     | „The Catalyst” (music video)        | 4:43    |  |
| 18.                                     | „Waiting for the End” (music video) | 3:54    |  |

| Japanese Edition bonus track |                     |         |  |
| Nr.                          | Titlu               | Lungime |  |
| 16.                          | „New Divide” (Live) | 4:54    |  |
| Lungime totală:              | Lungime totală:     | 52:39   |  |

| Special Edition Bonus DVD |                                                                |         |  |
| Nr.                       | Titlu                                                          | Lungime |  |
| 1.                        | „Meeting of A Thousand Suns” (making of the album documentary) | 29:46   |  |
| Lungime totală:           | Lungime totală:                                                | 29:46   |  |

| iTunes UK Special Edition bonus tracks |                                        |         |  |
| Nr.                                    | Titlu                                  | Lungime |  |
| 16.                                    | „New Divide” (Live in Madrid)          | 4:35    |  |
| 17.                                    | „Waiting for the End” (Live in Madrid) | 4:04    |  |
| 18.                                    | „Breaking the Habit” (Live in Madrid)  | 4:00    |  |
| 19.                                    | „The Catalyst” (Live in Madrid)        | 5:57    |  |
| 20.                                    | „In the End” (Live in Madrid)          | 3:48    |  |
| 21.                                    | „What I've Done” (Live in Madrid)      | 3:32    |  |
| Lungime totală:                        | Lungime totală:                        | 73:41   |  |

| A Thousand Suns + bonus DVD (Live from Madrid) |                                      |         |  |
| Nr.                                            | Titlu                                | Lungime |  |
| 1.                                             | „The Requiem”                        | 1:38    |  |
| 2.                                             | „Wretches and Kings”                 | 4:25    |  |
| 3.                                             | „Papercut”                           | 3:18    |  |
| 4.                                             | „New Divide”                         | 4:31    |  |
| 5.                                             | „Faint”                              | 4:08    |  |
| 6.                                             | „Empty Spaces/When They Come for Me” | 5:31    |  |
| 7.                                             | „Waiting for the End”                | 3:53    |  |
| 8.                                             | „Iridescent”                         | 5:02    |  |
| 9.                                             | „Numb”                               | 3:11    |  |
| 10.                                            | „The Radiance” (piano version)       | 1:50    |  |
| 11.                                            | „Breaking the Habit”                 | 3:59    |  |
| 12.                                            | „Shadow of the Day”                  | 5:15    |  |
| 13.                                            | „Fallout”                            | 1:25    |  |
| 14.                                            | „The Catalyst”                       | 6:10    |  |
| 15.                                            | „The Messenger”                      | 3:41    |  |
| 16.                                            | „In the End”                         | 3:29    |  |
| 17.                                            | „What I've Done”                     | 3:32    |  |
| 18.                                            | „Bleed It Out/A Place for My Head”   | 5:06    |  |
| Lungime totală:                                | Lungime totală:                      | 70:04   |  |

## Personal
Linkin Park
- Chester Bennington – voce
- Rob Bourdon – tobe
- Brad Delson – chitară
- Dave "Phoenix" Farrell – bas
- Joe Hahn – platane, sintetizator
- Mike Shinoda – voce, chitară ritmică, clape

Producție
- Produs de Rick Rubin și Mike Shinoda.